# ميسيرو
ميسيرو هي بلدية في مدينة ميلانو الكبرى في إقليم لومباردي الإيطالي ، وتقع على بعد حوالي 25 كيلومتر (16 ميل) غرب ميلانو. مساحتها 5.640 كيلومتر مربع
يحد ميسيرو البلديات الآتية : بلدية إنفيرونو ، بلدية كوجيونو ، بلدية أوسونا ، بلدية ماركالو كون كاسوني ،و بلدية بيرناتي تيتشينو.

### السكان
تبلغ الكثافة السكانية في ميسيرو ، 750.9 كيلومتر مربع في سنة 2024. و يتغير عدد السكان في آخر سنتين 0.52%. يبلغ عدد الذكور (2,113 )ذكر ، و يبلغ عدد الإناث (2,122) أنثى . الفئة العمرية المرتفعة في في ميسيرو هي ما بين (18-64) سنة . المواطنة الكبيرة في ميسيرو من الجنسية الإيطالية ، لكن يوجد نسبة قليلة من الجنسية الأجنبية .
يوجد في ميسيرو (1,785) عائلة ، و يوجد فيها (1,344) وحدة سكنية ، حسب الإحصاءات في عام 2024.

### الأماكن السياحية
تعد بلدية ميسيرو من الأماكن المميزة للسياحة ، و ذلك لوجود فيها معالم سياحية شهيرة منها :
- كنيسة سانتا جيانا بيريتا مولا
- كنيسة سانتواريو ديلا مادونا أدورلوراتا إي دي سان برناردو
- كنيسة تشيزا بريزيناتزيوني ديل سينيور